# Эпсилон Рака
Эпсилон Рака (лат. ε Cancri / ε Cnc) — двойная звезда, находящаяся в созвездии Рака на расстоянии приблизительно 548 световых лет от нас. Входит в состав рассеянного звёздного скопления «Ясли» и является одной из его самых ярких звёзд. ε Рака — белая звезда  спектрального класса A.
Другое название звезды — Мелеф.